# Équipe du Portugal de rugby à XV à la Coupe du monde 2007
L'Équipe du Portugal de rugby à XV participe à sa première phase finale lors de la Coupe du monde 2007, organisée par la France, en étant dans la Poule C pour la première phase; elle affronte la Nouvelle-Zélande, l'Écosse, l'Italie et la Roumanie. 
L'équipe de Roumanie a terminé cinquième de poule et n'a pas participé à la phase finale de la Coupe du monde de rugby 2007.
Les équipes de Nouvelle-Zélande et d'Écosse se qualifient pour les quarts de finale.
Majoritairement composé de joueurs amateurs, les Portugais, auxquels on promettait l'enfer, sortent de leur première Coupe du monde avec les honneurs : un point de bonus, le premier qu'ils aient jamais inscrit en phase finale, et un essai inscrit dans chacune de leurs quatre rencontres.

## Les trente sélectionnés
| Entraîneur | Entraîneur             | Tomaz Morais                                                                 |
| Avants     | Pilier                 | Joaquim Ferreira, Cristian Spachuk, Rui Cordeiro, André Da Silva, Juan Murré |
| Avants     | Talonneur              | João Correia, Duarte Figueiredo                                              |
| Avants     | Deuxième ligne         | Marcello D'Orey, Gonçalo Uva, David Penalva                                  |
| Avants     | Troisième ligne aile   | João Uva, Juan Severino, Tiago Girão, Paulo Murinello                        |
| Avants     | Troisième ligne centre | Vasco Uva (cap.), Diogo Coutinho                                             |
| Arrières   | Demi de mêlée          | Luís Pissarra, José Pinto                                                    |
| Arrières   | Demi d'ouverture       | Duarte Cardoso Pinto, Pedro Cabral (en), Gonçalo Malheiro                    |
| Arrières   | Centre                 | Diogo Mateus, Miguel Portela de Morais                                       |
| Arrières   | Ailier                 | Frederico Sousa, Pedro Carvalho, Diogo Gama, David Mateus, Gonçalo Foro      |
| Arrières   | Arrière                | António Aguilar, Pedro Leal                                                  |

## La Coupe du monde
Le Portugal dispute quatre matches préliminaires dans la Poule C.

### Match 1:Écosse-Portugal: 56-10 (9septembre2007,Stade Geoffroy-Guichard,Saint-Étienne)
Date : 9 septembre 2007

Composition des équipes

Stade : Stade Geoffroy-Guichard, Saint-Étienne ( France)
Arbitre : Steve Walsh 
Composition des équipes :
Écosse

Titulaires : Rory Lamont, Sean Lamont, Marcus Di Rollo, Rob Dewey, Simon Webster, Dan Parks, Mike Blair, Simon Taylor, Allister Hogg, Jason White (cap.), Scott Murray, Nathan Hines, Euan Murray, Scott Lawson, Allan Jacobsen

Remplaçants : Ross Ford, Gavin Kerr, Scott MacLeod, Kelly Brown, Rory Lawson, Chris Paterson, Hugo Southwell
Portugal

Titulaires : Rui Cordeiro, Joaquim Ferreira, Cristian Spachuck, Gonçalo Uva, David Penalva, Juan Severino, João Uva, Vasco Uva (cap.),  José Pinto, Duarte Cardoso Pinto, Pedro Carvalho, Diogo Mateus, Federico Sousa, David Mateus, Pedro Leal

Remplaçants : Juan Murré, João Correia, Paulo Murinello, Diogo Coutinho, Luís Pissarra, Pedro Cabral (en), Miguel Portela
Points marqués :
Écosse : 8 essais de Lamont (11e, 15e), Lawson (23e), Dewey (29e), Parks (57e), Southwell (59e), Brown (68e), Ford (76e), 5 transformations de <parks (12e, 16e, 24e, 30e, 57e), 3 transformatons de Paterson (60e, 69e, 77e)

### Match 2: Nouvelle-Zélande-Portugal: 108-13 (15 septembre 2007,Stade Gerland,Lyon)
Date : 15 septembre 2007

Composition des équipes

Stade : Stade Gerland, Lyon ( France)
Arbitre : Chris White
Composition des équipes :
Nouvelle-Zélande

Titulaires : 15 Mils Muliaina, 14 Isaia Toeava, 13 Conrad Smith, 12 Aaron Mauger, 11 Joe Rokocoko, 10 Nick Evans, 9 Brendon Leonard, 8 Sione Lauaki, 7 Chris Masoe, 6 Jerry Collins(c), 5 Ali Williams, 4 Chris Jack, 3 Greg Somerville, 2 Andrew Hore, 1 Neemia Tialata

Remplaçants : 16 Anton Oliver, 17 Tony Woodcock, 18 Carl Hayman, 19 Rodney So'oialo, 20 Keven Mealamu, 21 Andrew Ellis, 22 Leon MacDonald.
Portugal

Titulaires : 15 Pedro Leal, 14 António Aguilar, 13 Miguel Portela, 12 Diogo Mateus, 11 Pedro Carvalho, 10 Gonçalo Malheiro, 9 Luis Pissarra, 8 Vasco Uva (c), 7 Diogo Coutinho, 6 Paulo Murinello, 5 Gonçalo Uva, 4 Marcello D'Orey, 3 Cristian Spachuk, 2 João Correia, 1 Andre Silva

Remplaçants : 16 Rui Cordeiro, 17 Joaquim Ferreira, 18 David Penalva, 19 Tiago Girão, 20 João Uva, 21 José Pinto, 22 Duarte Cardoso Pinto
Points marqués :
Nouvelle-Zélande : 16 essais de Rokocoko (3e, 12e), Toeava (25e), Williams (28e), Mauger (30e, 66e), Collins (32e), Masoe (34e), Hore (40e), Leonard (50e), Evans (59e), Ellis (62e), McDonald (69e), Smith (73e, 80e), Hayman (76e), 14 transformations de Evans.
Commentaire: 
 
L'équipe de Nouvelle-Zélande est sérieuse et ajoute 16 essais aux 11 déjà inscrits au premier match. C'est l'équipe la plus performante de toutes les participantes à la Coupe du monde en matière d'essais et Nick Evans avec 33 points, intègre les 10 meilleurs réalisateurs sur un match de Coupe du monde. Pour sa première opposition contre la Nouvelle-Zélande, le Portugal marque un essai même si la défaite est lourde.

### Match 3:Italie-Portugal: 31-5 (19septembre2007,Parc des PrincesParis)
Date : 19 septembre 2007

Composition des équipes

Stade : Parc des Princes Paris ( France)
Arbitre : Marius Jonker 
'Homme du match : José Pinto 
Rapport officiel : Statistiques
Composition des équipes :
Italie

Titulaires : 1 Andrea Lo Cicero, 2 Leonardo Ghiraldini, 3 Martin Castrogiovanni, 4 Carlo Del Fava, 5 Marco Bortolami (cap.), 6 Sergio Parisse, 7 Mauro Bergamasco, 8 Manoa Vosawai, 9 Alessandro Troncon, 10 Roland de Marigny, 11 Matteo Pratichetti, 12 Andrea Masi, 13 Gonzalo Canale, 14 Pablo Canavosio, 15 David Bortolussi

Remplaçants : 16 Fabio Ongaro, 17 Matias Aguero, 18 Salvatore Perugini, 19 Valerio Bernabo, 20 Silvio Orlando, 21 Paul Griffen, 22 Ezio Galon
Portugal

Titulaires : 1 Rui Cordeiro, 2 João Correia, 3 Cristian Spachuk, 4 David Penalva, 5 Gonçalo Uva, 6 Tiago Girão, 7 João Uva, 8 Vasco Uva (cap.), 9 José Pinto, 10 Duarte Cardoso Pinto, 11 António Aguilar, 12 Diogo Mateus, 13 Federico Sousa, 14 David Mateus, 15 Pedro Cabral (en)

Remplaçants : 16 Juan Murré, 17 Andre Silva, 18 Duarte Figueiredo, 19 Paulo Murinello, 20 Luís Pissarra, 21 Diogo Gama, 22 Gonçalo Foro
Points marqués :
Italie : 3 essais de Masi (3e), M.Bergamasco (71e), Masi (76e), 2 transformations de Bortolussi (4e, 77e), 4 pénalités de Bortolussi (17e, 30e, 40e, 63e)
Dans un Parc des Princes aux forts accents portugais, les Italiens, grands favoris, bafouillent leur rugby et confirment leur mauvais début de compétition. Ils s'imposent difficilement sans prendre le point de bonus offensif, mais s'offrent le droit de disputer la qualification pour les quarts de finale contre l'Écosse lors du dernier match. Les Portugais continuent d'étonner et prouvent que le projet de ramener le nombre de participants de 20 à 16 pour la prochaine édition en Nouvelle-Zélande en 2011 est peut-être une mauvaise idée.
À l'occasion de cette rencontre, Alessandro Troncon qui compte des participations à 4 éditions de Coupe du monde (1995, 1999, 2003, 2007), fête sa 100e sélection en équipe d'Italie.

### Match 4:Roumanie-Portugal: 14-10 (25septembre2007,StadiumdeToulouse)
Date : 25 septembre 2007

Composition des équipes

Stade : Stadium de Toulouse ( France)
Arbitre : Paul Honiss 
Rapport officiel : Statistiques
Composition des équipes :
Roumanie

Titulaires : 15 Iulian Dumitras, 14 Catalin Nicolae, 13 Ionut Dimofte, 12 Romeo Gontineac, 11 Catalin Fercu, 10 Dan Dumbrava, 9 Valentin Calafeteanu, 8 Ovidiu Tonita (cap.), 7 Alexandru Manta, 6 Alexandru Tudori, 5 Cristian Petre, 4 Cosmin Ratiu, 3 Bogdan Balan, 2 Razvan Mavrodin, 1 Cezar Popescu

Remplaçants : 16 Marius Tincu, 17 Paulica Ion, 18 Sorin Socol, 19 Florin Corodeanu, 20 Lucian Sirbu, 21 Florin Vlaicu, 22 Gabriel Brezoianu
Portugal

Titulaires : 15 Pedro Leal, 14 David Mateus, 13 Federico Sousa, 12 Diogo Mateus, 11 Miguel Portela, 10 Duarte Cardoso Pinto, 9 José Pinto, 8 Tiago Girão, 7 João Uva, 6 Diogo Coutinho, 5 David Penalva, 4 Gonçalo Uva, 3 Cristian Spachuk, 2 Joaquim Ferreira (cap.), 1 Rui Cordeiro

Remplaçants : 16 Juan Murré, 17 João Correia, 18 Salvador Palha, 19 Paulo Murinelo, 20 Luís Pissarra, 21 Gonçalo Malheiro, 22 Pedro Carvalho
Points marqués :
Roumanie : 2 essais de Tincu (63e) et Corodeanu (73e), 2 transformations de Calafateanu (64e) et  Dumbrava (74e)
La Roumanie doit se passer des services de plusieurs joueurs blessés qui ont quitté la compétition: Ionut Tofan, Ion Teodorescu et Petru Bălan.
À l'issue d'un match cadenassé et rendu difficile par la pluie continuelle qui s'abat sur le Stadium, la Roumanie, menée au score dès la 19e minute, ne doit son salut en fin de deuxième mi-temps qu'à deux essais en force.

### Classement de la poule C
| Place | Nation           | Matchs | Matchs   | Matchs | Matchs  | Points | Points | Points     | Essais | Essais | Essais     | Bonus points | Classement points |
| Place | Nation           | joués  | victoire | nul    | défaite | pour   | contre | différence | pour   | contre | différence | Bonus points | Classement points |
| ----- | ---------------- | ------ | -------- | ------ | ------- | ------ | ------ | ---------- | ------ | ------ | ---------- | ------------ | ----------------- |
| 1     | Nouvelle-Zélande | 4      | 4        | 0      | 0       | 309    | 35     | +274       | 46     | 4      | +42        | 4            | 20                |
| 2     | Écosse           | 4      | 3        | 0      | 1       | 116    | 66     | +50        | 14     | 8      | +6         | 2            | 14                |
| 3     | Italie           | 4      | 2        | 0      | 2       | 85     | 117    | -32        | 8      | 14     | -6         | 1            | 9                 |
| 4     | Roumanie         | 4      | 1        | 0      | 3       | 40     | 161    | -121       | 5      | 22     | -17        | 1            | 5                 |
| 5     | Portugal         | 4      | 0        | 0      | 4       | 38     | 209    | -171       | 4      | 29     | -25        | 1            | 1                 |

## Meilleurs marqueurs d'essais portugais
1. Pedro Carvalho, Rui Cordeiro,  David Penalva, Joaquim Ferreira 1 essai

## Meilleur réalisateur portugais
1. José Pinto 12 points
2. Gonçalo Malheiro 6 points
3. Pedro Carvalho, Rui Cordeiro, David Penalva, Joaquim Ferreira 5 points